# Tadorne de Belon
Pour les articles homonymes, voir Belon.
Tadorna tadorna
Espèce
Statut de conservation UICN

 LC  : Préoccupation mineure
Le Tadorne de Belon (Tadorna tadorna) est une espèce d'oiseaux appartenant à la famille des anatidés, peut-être appelé dans l'Antiquité (Pline l'Ancien) chenalopex, vulpanser, ou « oie-renard ». Comme les autres espèces du genre Tadorna, il présente des caractéristiques intermédiaires entre celles des oies (faible dimorphisme sexuel, participation du mâle aux soins à la couvée) et celles des canards (morphologie, voix). Cette position intermédiaire est confirmée par les études phylogénétiques récentes.
Il s'agit d'une espèce paléarctique dont la distribution est scindée en deux aires principales, l'une sur les rivages maritimes du nord-ouest de l'Europe et l'autre dans les régions semi-arides d'Asie centrale.

## Description
Cet oiseau mesure entre 58 et 67 cm de longueur et de 100 à 120 cm d'envergure. Le mâle pèse entre 750 et 1 500 g et la femelle entre 500 et 950 g.
Le mâle a la tête noir verdâtre, un bec rouge avec une caroncule de même couleur, caractère sexuel visuel important lors de la parade nuptiale. Il porte une bande pectorale rousse d'où part une raie ventrale sombre, des ailes blanches avec les scapulaires et les rémiges primaires noires (marquées d'un miroir vert) et le reste du corps blanc. La femelle est presque aussi colorée que le mâle (particularité permise par sa couvaison à l'abri, dans des terriers) et n'a pas de caroncule sur le bec, souvent plus marqué de noir. Les adultes des deux sexes présentent des pattes roses. Les poussins sont couverts d'un duvet brun sombre et blanc. Les jeunes se distinguent des adultes par les couvertures alaires fortement marquées de brun noir, l'absence de bande pectorale rousse, la face et la gorge blanchâtres, le bec rose et les pattes grises.

## Comportement

### Alimentation

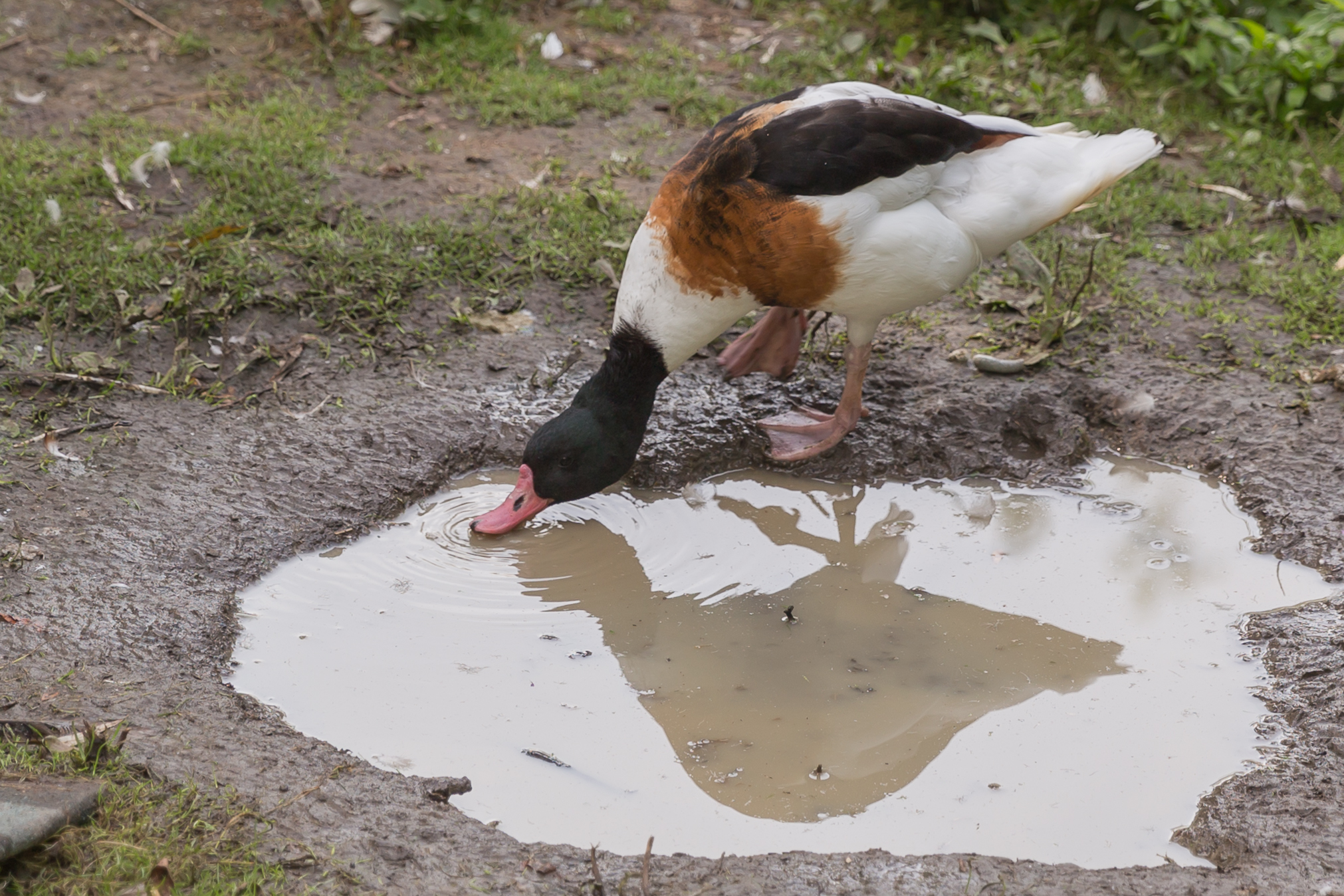
Tadorna tadorna (Tadorne de Belon) femelle au ZooParc de Beauval à Saint-Aignan-sur-Cher, France..

Le Tadorne de Belon se nourrit en surface en marchant dans la vase et balançant son bec latéralement. Il s'alimente également sur l'eau en utilisant différentes techniques : sur pied dans les flaques et en eau peu profonde, à la nage ou en basculant la queue en l'air en eau profonde. Les poussins peuvent également s'alimenter en plongée, comportement trop coûteux en énergie pour les adultes.
Le régime alimentaire du Tadorne de Belon est composé essentiellement d'hydrobies (Hydrobia ulvae) mais cet oiseau peut également consommer d'autres proies comme les crustacés Artemia salina, Corophium arenarium et Corophium volutator ou l'annélide Hediste diversicolor.

### Voix
Le Tadorne de Belon est un oiseau relativement silencieux en dehors de la saison de reproduction. Durant celle-ci, le mâle émet deux types principaux de cris :
- Ak-ak-ak rapide et nasal ;
- Ark-ark plus bas et plus sonore.

La femelle accompagnée de poussins fait entendre des cris doux et nasillards.

### Reproduction

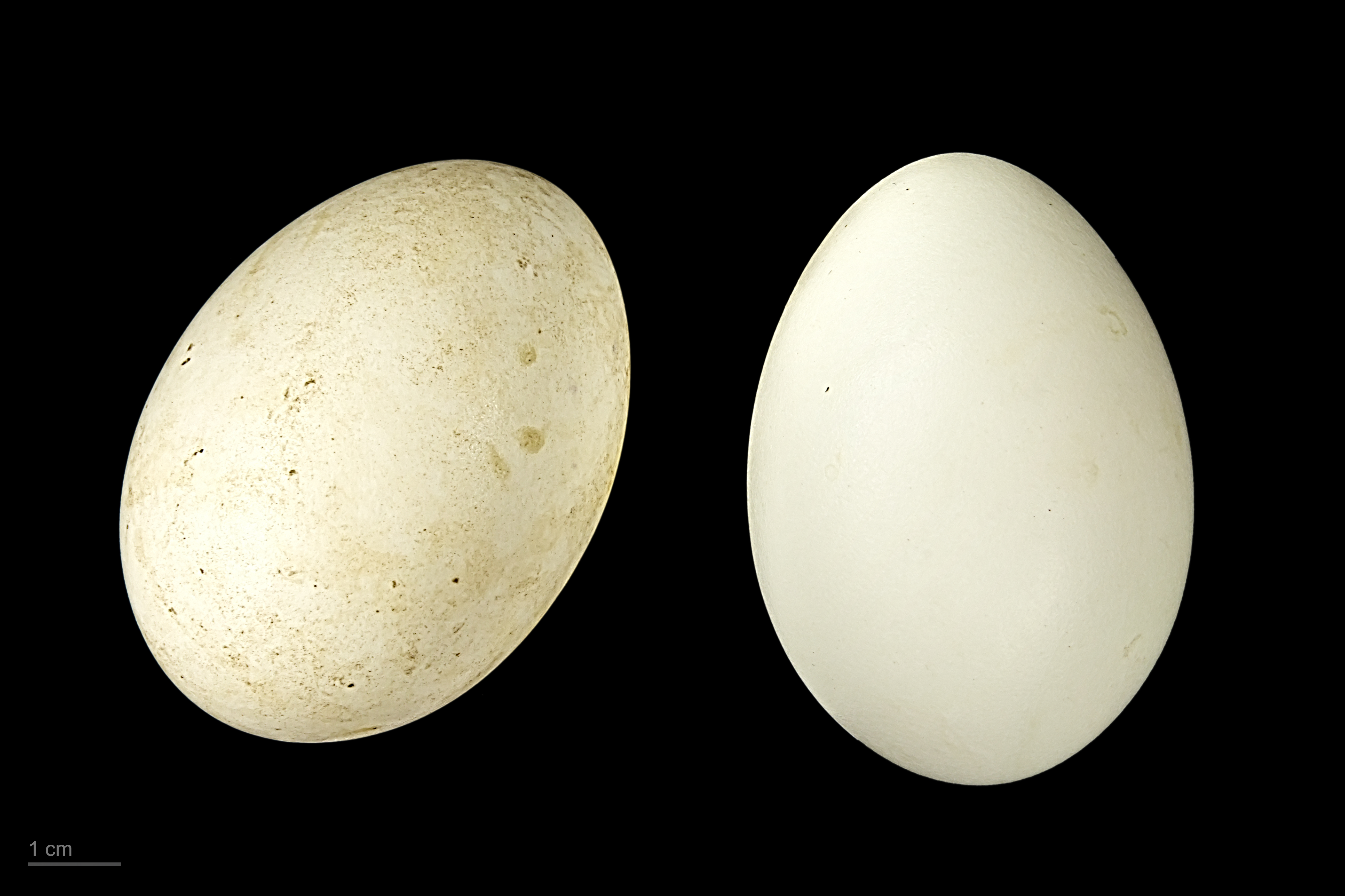
Tadorna tadorna - MHNT

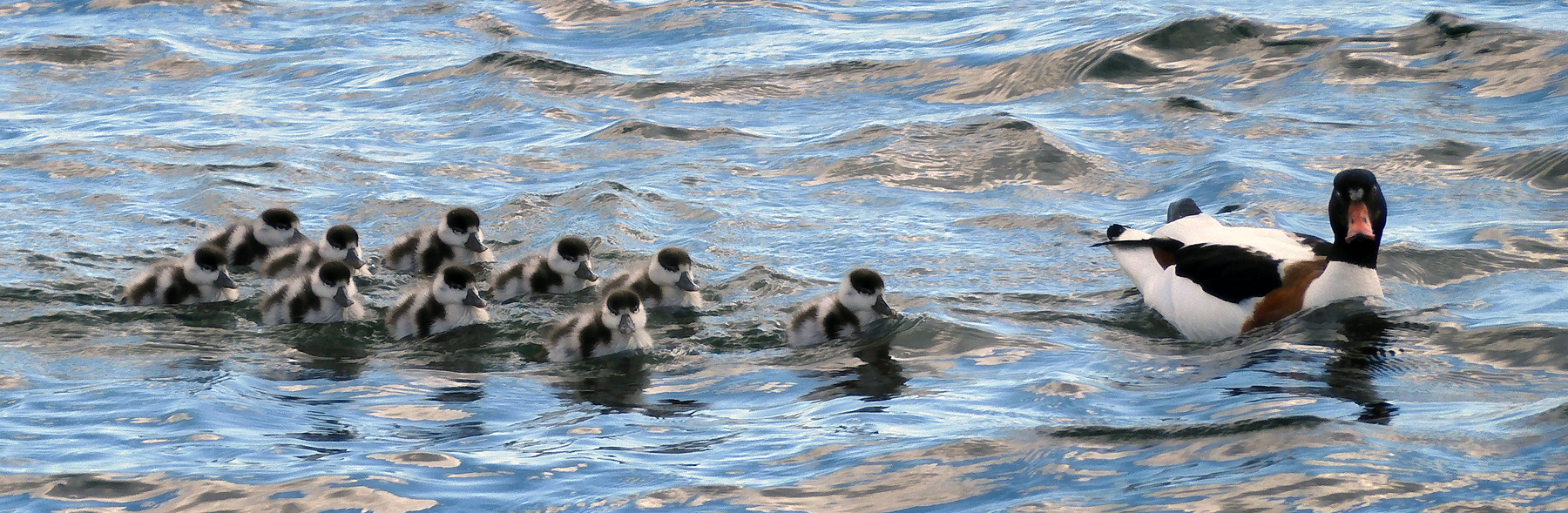
Une femelle avec dix petits, sur une semaine.

Le Tadorne de Belon est une espèce grégaire.
Comme chez de nombreux anatidés paléarctiques, les couples se forment au cours de l'hiver mais la reproduction ne commence qu'au début du printemps. La possession d'un territoire est une condition importante pour le succès de la nidification, même si de rares couples semblent s'en passer. Ce territoire est un site favorable à l'alimentation, en particulier de la femelle pendant la période précédant la ponte. Il peut être éloigné de plusieurs kilomètres du nid. Si les premiers territoires sont occupés dès fin février, la majorité sont occupés entre début avril et les premiers jours de mai. Mi-mai, tous les sites les plus favorables sont pris. Les femelles choisissent le territoire et sont très attachées à celui-ci (80 % d'entre elles y reviennent l'année suivante contre 55 % des mâles). Des copulations ont lieu dès mars, donc bien avant la ponte. Plus celle-ci approche, plus les copulations deviennent fréquentes. Le nid est placé dans un trou d'arbre, de talus ou un terrier de lapin, voire sous des buissons ou des situations encore plus insolites (anfractuosité de falaise, blockhaus ou cabanon en bois). Généralement, la femelle pond en deux semaines jusqu'à une douzaine d'œufs, chacun pesant environ 75 g. Elle assure seule l'incubation pendant environ 30 jours. Demeurant sur le nid toute la journée ou presque, elle ne dispose que de très peu de temps pour s'alimenter lors de deux ou trois courtes pauses. Le lendemain de l'éclosion, la femelle quitte le nid et incite ses poussins à la suivre en émettant des appels continus eguegue.... Ceux-ci la suivent en rangs serrés tandis que le mâle se joint à eux.
Les adultes regroupent les jeunes en crèches sous la surveillance d'un ou de plusieurs adultes puis partent, généralement en juin et juillet, muer dans la mer des Wadden en Allemagne.

## Aire de répartition et habitat

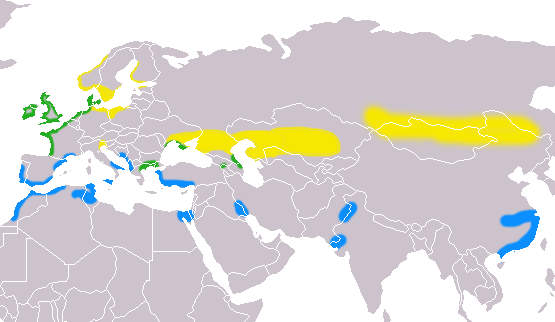
habitat permanent
habitat d'été
zone d'hivernage

### Aire de répartition
Le Tadorne de Belon est répandu de la Scandinavie et des îles Britanniques jusqu'à la Tunisie à l'ouest et de la Roumanie jusqu'à la Chine à l'est. Il y a des foyers d'habitats permanents dans le Caucase notamment en Arménie autour du lac Arpi.
En France, il se rencontre en Picardie, en Normandie, en Bretagne, en Charente-Maritime mais aussi en Aquitaine, en Languedoc-Roussillon et en Camargue, et occasionnellement à l'intérieur du pays, loin des côtes.

### Habitat
Cet oiseau peuple les zones humides côtières (estuaires, vasières, lacs saumâtres ou salés) et continentales.

### Populations
La population mondiale est comprise entre 580 000 et 710 000 individus (dont plus de 300 000 pour l'écozone paléarctique occidentale), l'espèce n'est pas menacée.

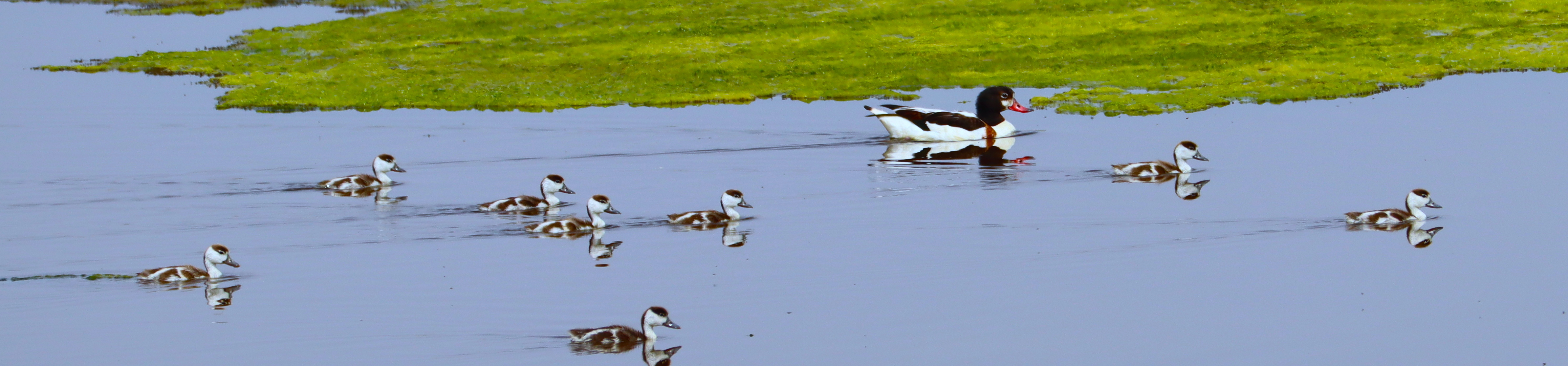
Canetons de Tadorne de Belon photo prise dans le cadre de projet PPIPSCAN 3 Conservation et valorisation Oued Essoud,Tunisie

## Étymologie
Ce tadorne est dédié à Pierre Belon (1517-1564), zoologiste français de la Renaissance. Le terme de tadorne, porté par plusieurs espèces, est lui d'origine incertaine. Il est utilisé en revanche en français dès le XVIe siècle.

## Grecs anciens
Aristote mentionne leurs œufs plus clairs que ceux des autres anatidés, et Georges-Louis Leclerc de Buffon en déduit, mais sans élément de preuve plus tangible, que les Grecs élevaient des tadornes.